# Magnolia ptaritepuiana
Magnolia ptaritepuiana este o specie de plante din genul Magnolia, familia Magnoliaceae, descrisă de Julian Alfred Steyermark. Conform Catalogue of Life specia Magnolia ptaritepuiana nu are subspecii cunoscute.